# Estadio de Béisbol Nachan Ka'an
El Estadio de Béisbol Nachan Ka'an, conocido simplemente como el Estadio Nachan Ka'an, es una infraestructura deportiva apta para la práctica del béisbol ubicada en la ciudad de Chetumal, Quintana Roo, México. 
El estadio Nachan Ka'an fue sede alterna de los Langosteros de Cancún en las temporadas de 1996-1997. El béisbol regresó al estadio para la Temporada 1998 cuando los Potros de Minatitlán se convierten en los Mayas de Chetumal teniendo como sede el Nachan Ka'an, lamentablemente sólo estuvieron un año en la liga y se convirtieron en los Rojos del Águila de Veracruz dejando la ciudad. Actualmente es sede alterna de los Tigres de Quintana Roo, campeones en 10 ocasiones de la Liga Mexicana de Béisbol. 
En ocasiones el Estadio Nachan Ka'an es utilizado como sede de eventos musicales y religiosos. Algunos conciertos importantes han sido los del grupo mexicano Camila y el cantante michoacano Juan Gabriel.
En 2010 se remodeló el estadio y amplió su capacidad para 50 espectadores más.